# サバイバルゲーム

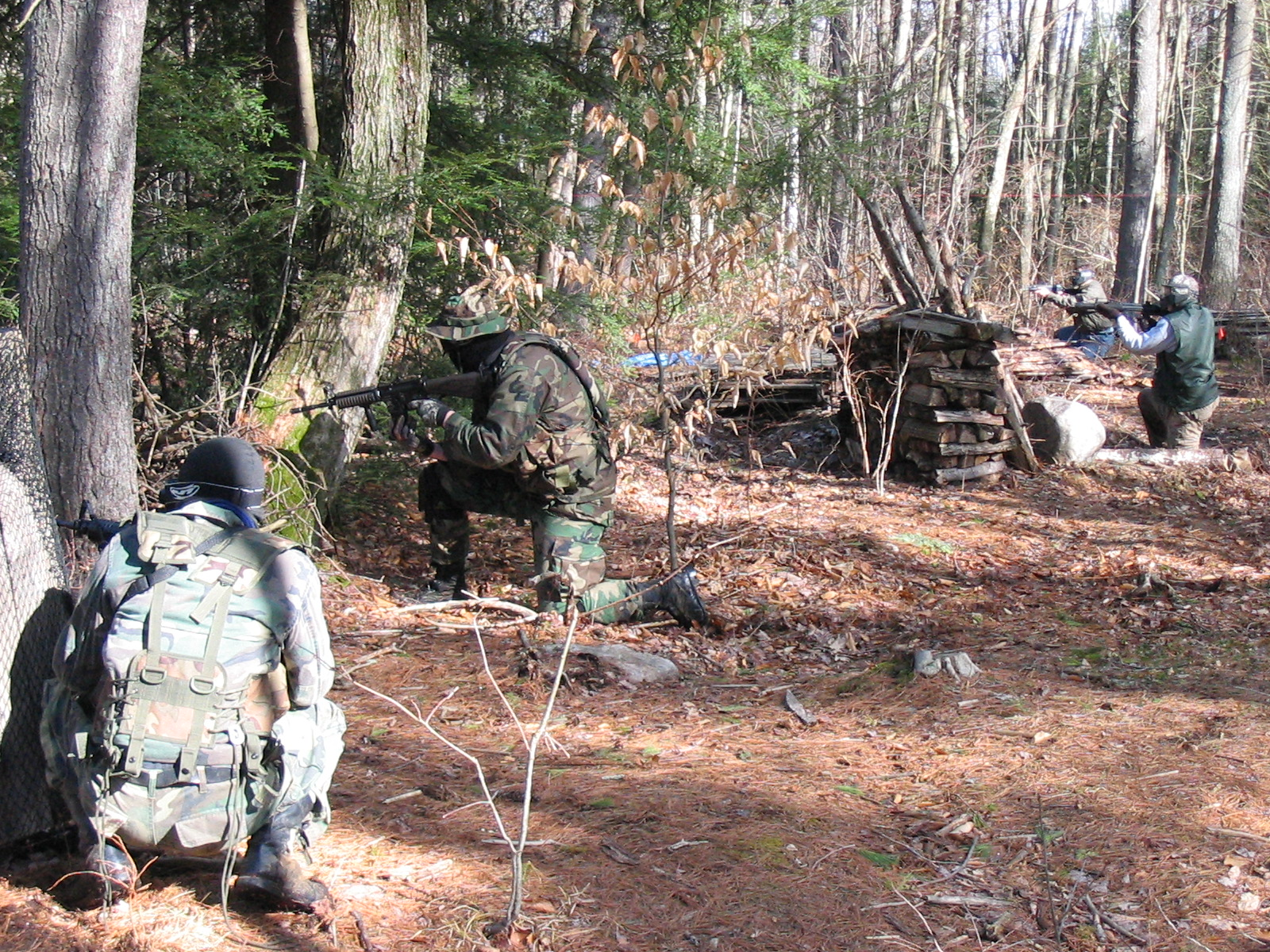
サバイバルゲームに興じる人々

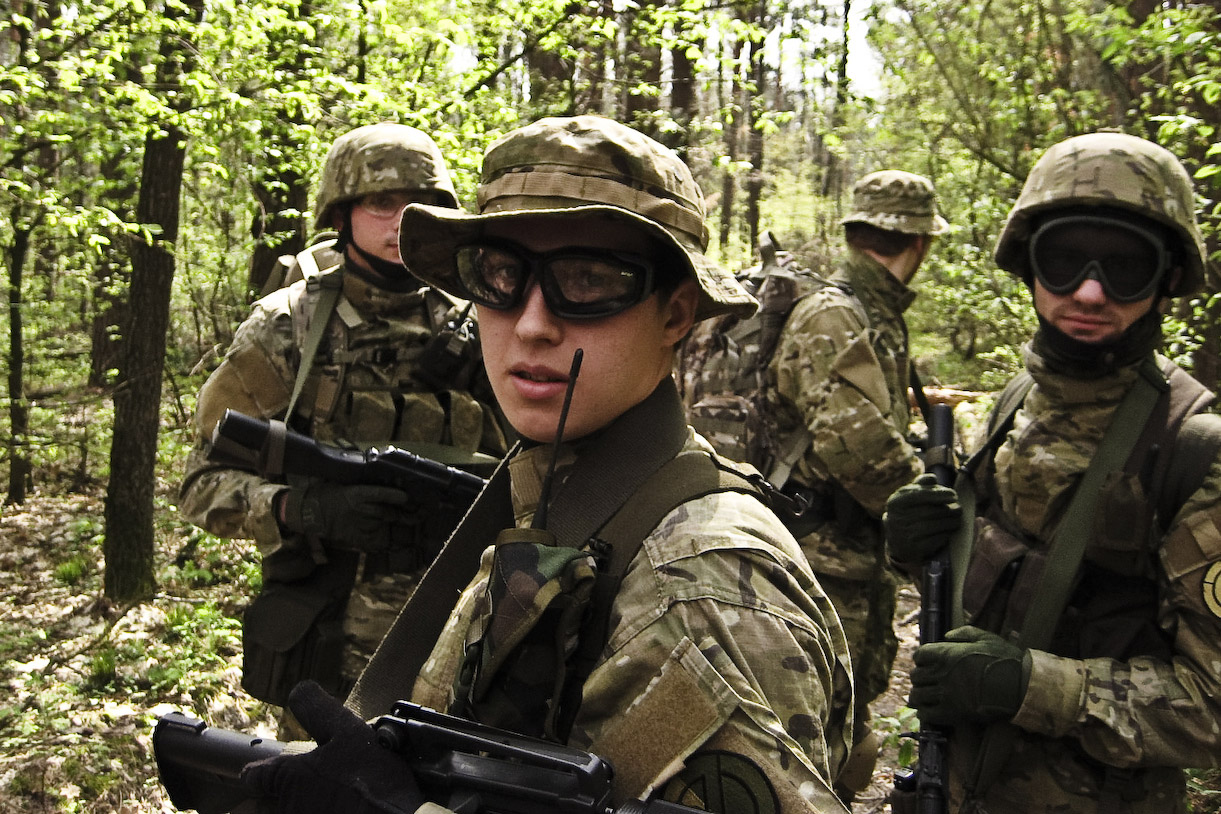
ロシアのプレイヤーたち

サバイバルゲーム (和製英語：Survival Game、英語：Airsoft) とは、主にエアソフトガンを使って行う、おおむね20世紀以降の銃器を用いた戦闘を模す日本発祥の遊び、あるいは競技である。サバゲーやサバゲ、SVGなどとも略される。
英語ではエアソフト（Airsoft）や「Airsoft War」または「Airsoft Warfare」などとも呼ばれ、アメリカ合衆国発祥の「ペイントボール」と並び、銃器型の道具を用いる遊びや競技として楽しまれている。

## 概要
敵味方に分かれてエアソフトガンで撃ち合い、被弾したら失格となるのが基本ルールである。ペイントボール競技がペイント弾を発射する専用のペイントボールガンを使用するのに対し、サバイバルゲームはBB弾を発射するエアソフトガンを使用するため、「プレイヤーの被弾（失格）が自己申告制」「主に実銃を模した遊戯銃が使用される」という違いがある。
統一されたルールは存在せず、フィールドや大会ごとにルールは異なる。サバイバルゲームにおけるルールは一般的にレギュレーションと呼ばれるため、以降の表記は「レギュレーション」に統一する。

## 歴史

### 1980年代

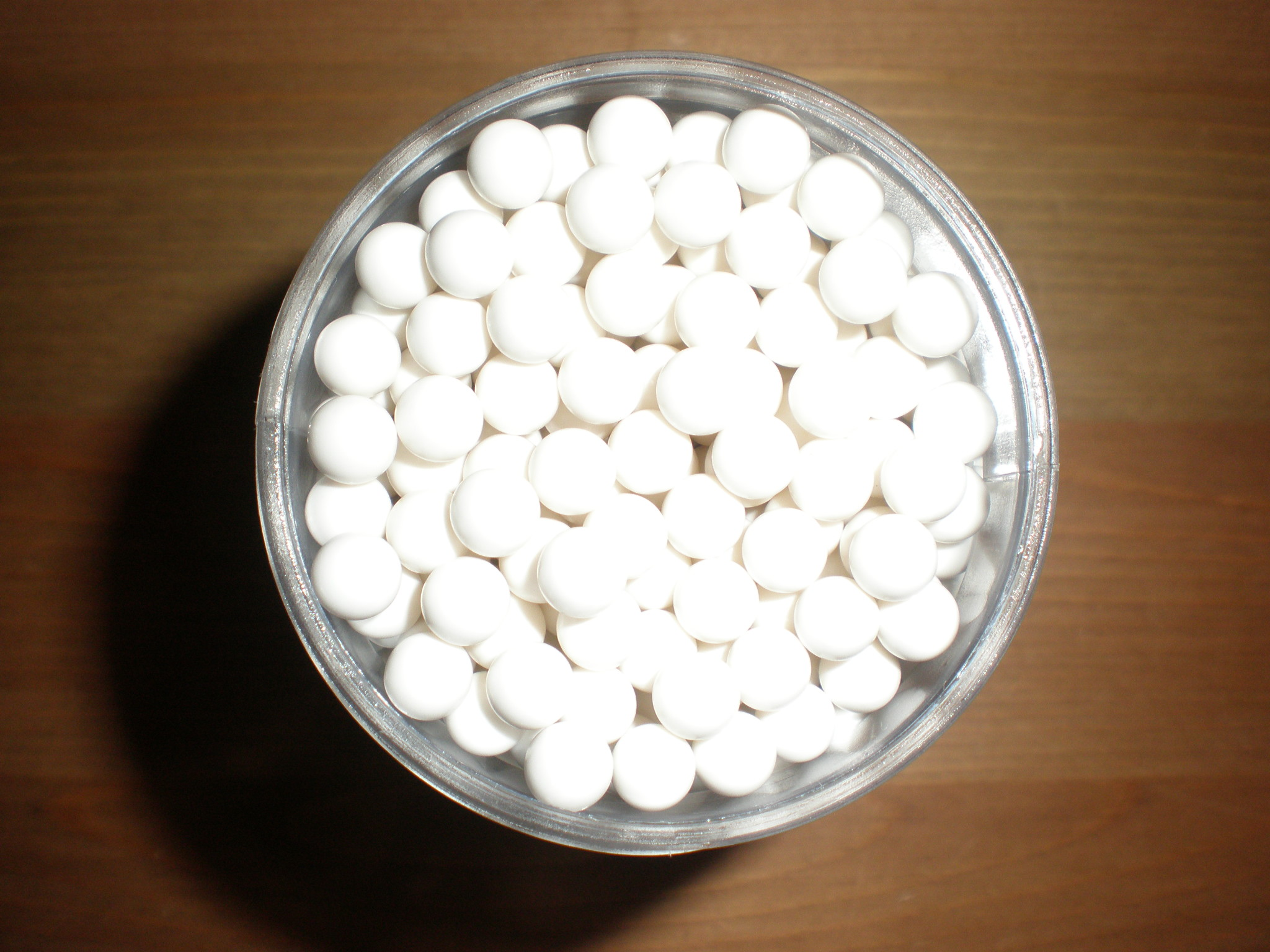
BB弾

ツヅミ弾仕様のエアソフトガンが発売された1970年代は的当てや戦争ごっこなどが主な遊び方だったが、1983年に日本のミリタリー雑誌がアメリカで行われているネルスポットガン（ペイントボールガン）を用いた撃ち合い競技を「サバイバルゲーム」という呼称と共に初めて紹介したのを機に、日本では所持が認められないペイントボールガンの代わりにエアソフトガンを用いたサバイバルゲームが広がり始めた。
1982年にマルゼンから発売されたBB弾仕様のエアコッキングガンは従来のツヅミ弾仕様のものより装弾数が多く、命中精度が高かったことからサバイバルゲームでの主力となり、以降BB弾仕様のエアソフトガンが各メーカーから次々に発売された。
1985年、JACが外部パワーソース式でフルオート射撃が可能なBV式ガスガンを発売（開発はアサヒ）すると、外部エアタンクを用いるBV式ガスガンがサバイバルゲームで広く使用されるようになった。命中精度が低いBV式の欠点をカバーし射程を伸ばすため、過度に威力を高めたガスガンが使用されて怪我をするプレイヤーが続出したことから「暗黒時代」や「極悪ハイパワー時代」と呼ばれている。

### 1990年代

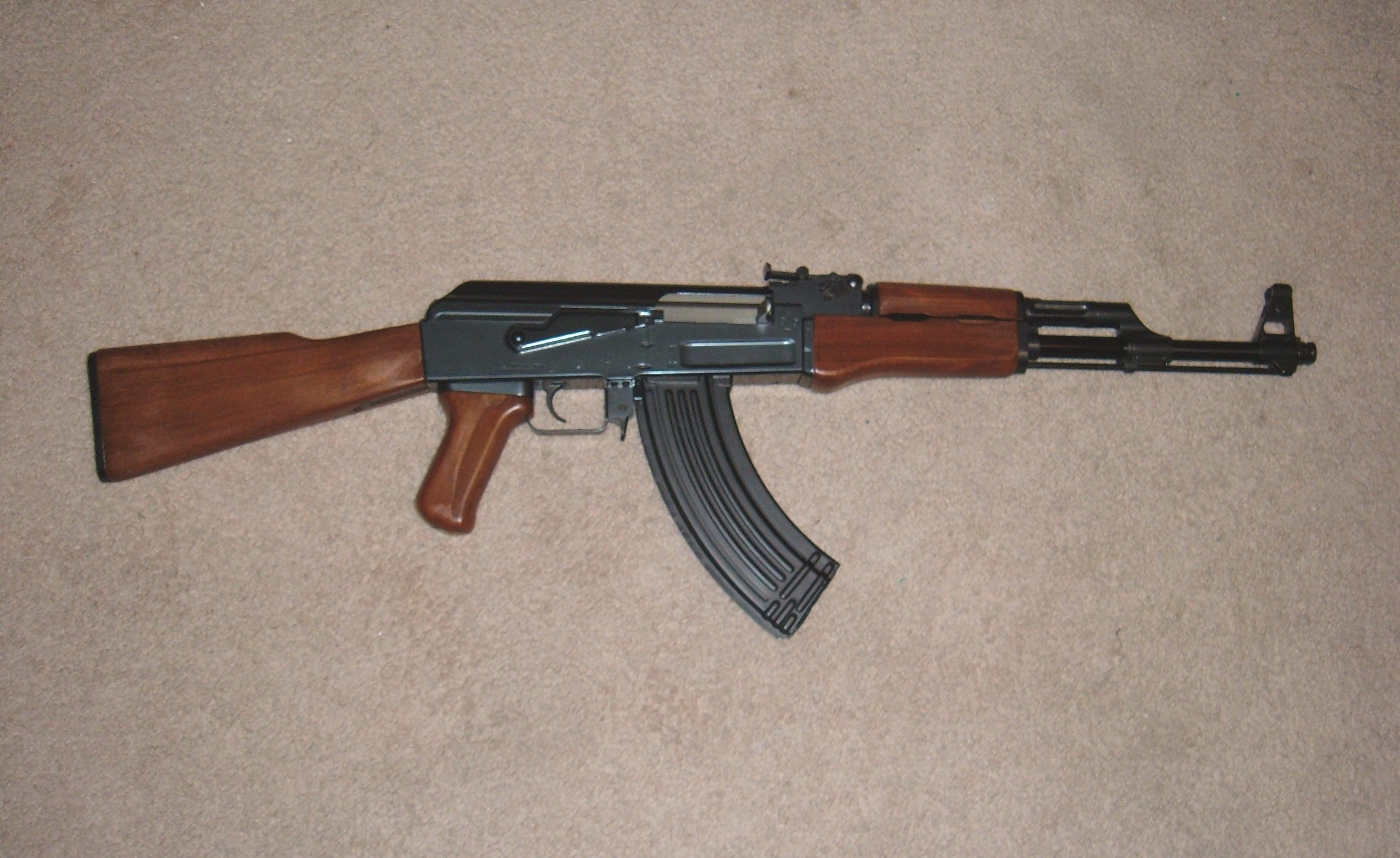
東京マルイ製AK-47の電動ガン

1991年に東京マルイから発売された電動ガンは、内蔵するニッカドバッテリーを動力源とする電動エアコッキング式のため外部パワーソースが不要であり、1993年に威力を上げずに射程を延長できるホップアップ機構が開発されると、1990年代中頃には外部エアタンクやホースなどの煩わしい装備を必要とするBV式ガスガンは衰退し、電動ガンがサバイバルゲームの主力になった。さらにゲーム人口も増え、サバイバルゲーム専門のフィールドも各地に造られるようになった。
また、この頃「1ジュール (J) ルール」と呼ばれるレギュレーションがアームズマガジンなどで提唱されたことにより、過度のパワーアップはサバイバルゲームの愛好家の間では下火となった。カスタムパーツメーカーも1 - 2 J程度のパワーアップパーツの製造は行っていたものの、全体的にドレスアップを中心としたものへ移行していった。

### 2000年代
2000年代に入り、過度に威力を高めた改造エアソフトガンを用いた事件が多発したことを受けて銃刀法が改正され、威力を規制する準空気銃規制が2006年8月に施行された。
サバイバルゲームでのエアソフトガンの威力は規制値以下とするのが標準レギュレーションとなり、安全性が向上したといえる。フィールドでは、使用するエアソフトガンの威力が上限 (0.98 J) を超過しないようゲーム開始前にチェックされる。運動エネルギーを直接測定することは現実的ではないが、市販のBB弾は重さ別に商品化されているため、弾の速さを計ればおおよそのエネルギーは算出できる。これを利用し、エアソフトガンから発射されるBB弾の速さを弾速計で測ることで実質的な威力制限としている。
当時、ボルトアクションライフル型のエアソフトガンは独自のレギュレーションによって威力の面で若干優遇されることが多く、これは連射の利かない狙撃銃スタイルのエアソフトガンの不利を射程の長さで補うことが目的であったが、銃刀法改正以後はそうした優遇措置を行うことができなくなった。結果、ハイサイ（ハイサイクル）と呼ばれる連射速度を向上させた電動ガンを生み出す要因となった。

### 2010年代以降
2010年代になるとサバイバルゲームを扱った漫画やアニメ、ウェブ特集などメディアへの露出が増え、ゲーム人口は飛躍的に増加した。サバイバルゲームを専門とするYouTuberが地上波放送で紹介されたことからも、その人気の高まりがうかがえる。
一方でゲーム人口の増加に伴い、過失事故やマナー違反も増えている。フェイスガードの着用を義務付けないフィールドでは、誤って口元にBB弾が当たり歯が折れる事故などが発生している。また、一般的な有料フィールドでは、いかなる事故でもプレイヤーが責任を負うことに同意を求められる。そのため、プレイヤーの安全確保は管理者の指導やレギュレーション次第となっている。
サバイバルゲームをスポーツと比較し、「レギュレーションに則って行うため怪我は自己責任」とする意見もあるが、統一されたレギュレーションが存在しないという点でサバイバルゲームは他のスポーツと異なる。なお、重大な事故が発生した場合は、免責事項への同意に関わらず、フィールドの管理者が安全配慮義務違反や公序良俗違反に問われる可能性が高い。
以上の問題の一因として、統一的な自主規制団体や指導団体が存在しないことが挙げられる。

## ゲーム施設
施設（フィールド）が無かった時代は、私有地や河川敷などで使用許可を得てゲームを行っていた。中には許可を得ずゲームを実施し、近隣住民から警察に通報されるなどの事態も散見された。ゲーム人口の増加に伴い、各地に有料のフィールドが造られたが、フィールドごとにレギュレーションが決められており、遵守できない場合は退場処分を受けるほか、法令違反の場合は告発される場合もある。
有料フィールド
個人の土地所有者が経営しているものや遊戯銃メーカーまたはショップが提供しているものもあり、アウトドアのフィールドから都心のテナントや工場跡地等を利用したインドアフィールドまで規模も様々である。千葉県は特にフィールドが多く、40以上のフィールドが営業している。 しかし、施設の中には行政の許可を得ずに設置されたものがあるなど、行政や周辺住民とトラブルになる施設も存在している。
場所だけを提供する場合もあるが、トイレやシャワー室、弁当などの飲食、エアソフトガンや装備品のレンタルや販売、最寄り駅までの送迎など、サービス内容はフィールドごとに異なる。
施設以外でのゲーム
BB弾は跳弾等によりフィールド外に飛ぶこともあり、一般人に当たる可能性がある。そのため、ひと気のない山の中や森の中、壁やネットなどで厳重に区切られた場所などをフィールドとすることが推奨される。その場合、サバイバルゲーム中であることを知らせる掲示をしておくと共に、無関係な人がフィールド内を通った時は用意しておいたホイッスルやベルを鳴らして速やかにゲームを中断し、周囲の安全を確保しなくてはならない。このようなゲームの中断をハイカーストップと呼ぶ。

## 装備

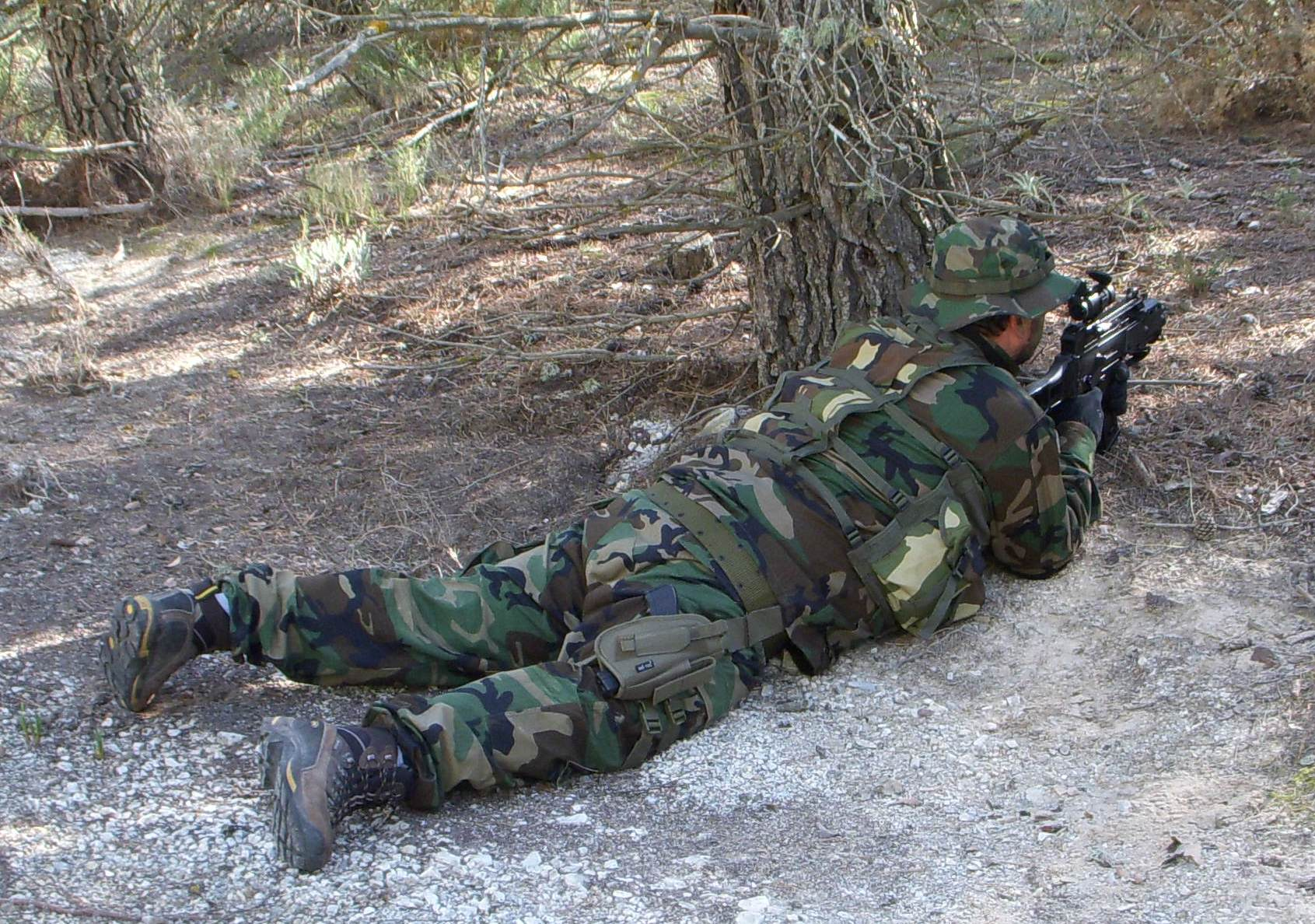
競技中の人物。迷彩服、トレッキングブーツを着用し、予備弾倉を携行している。

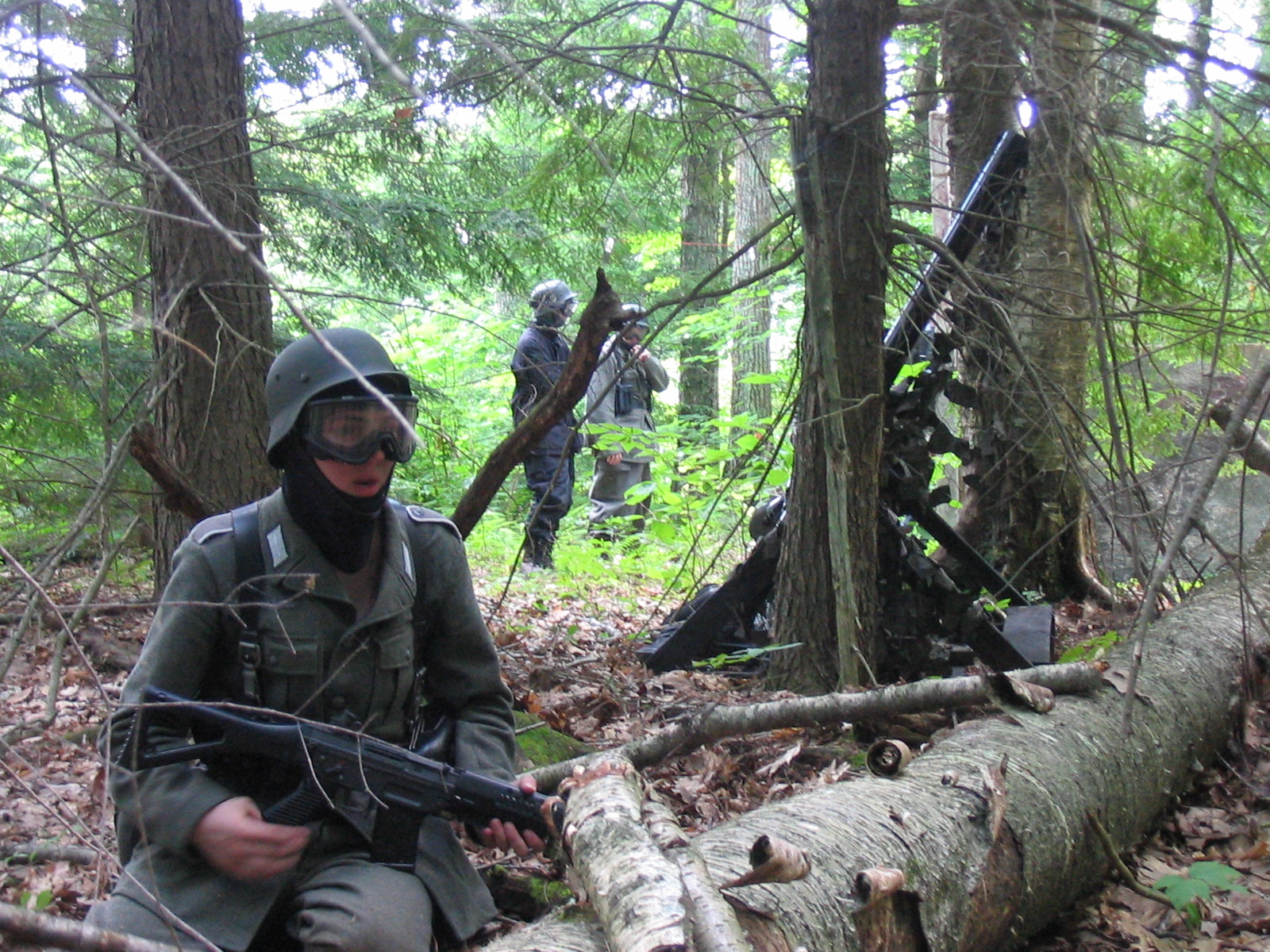
第二次世界大戦時のドイツ国防軍の装備を模倣しているイギリス人チーム。手前のプレイヤーが使用している銃はSIG 550またはSIG 551。

撃ち合うためのエアソフトガンやBB弾による負傷を防止するためのゴーグルをはじめ、プロテクターおよびグローブを基本とする。靴については、山野を駆け回ることから動き易いトレッキングシューズか、軍用のブーツ等が多く使われる。
眼球保護具
眼球にBB弾が直撃すれば失明する恐れがあるため、エアソフトガンで試射などを行う時にはゴーグルやシューティンググラスなどの保護具着用が推奨となっている。本番のゲームでは参加条件として眼球保護具の着用が必須となっており、これが無ければ参加できない。極端にいえば、エアソフトガンや衣装は必須ではないが、ゴーグル無しの参加は不可である。また安全のためフィールド内に居る限り、いかなる状況でもゴーグルは外してはならない。それはゲーム開始前後の移動中も含まれ、さらにゲーム中ゴーグル内が曇った時に周辺確認や曇り取りのためにゴーグルを外すことも認められない。フィールド内で故意にゴーグルを外したままゲームを続けた場合は退場処分となり、以降出入禁止などの厳しい処分が下されることもある。
ゴーグルはサバイバルゲーム用に設計・販売された物を使用し、通常の視力矯正用やファッション用、その他のスポーツ用ゴーグルは使用できない。皮膚と密着しない眼鏡は隙間から目に被弾する危険があり、密着するタイプでも強度が無い場合はレンズ等が破損し易いためである。また性質上、眼鏡着用を考慮していない製品も多いため、視力補正が必要な場合はコンタクトレンズを使用するか眼鏡着用に対応したゴーグルを使用する。
以上のとおり、ゴーグルは必須装備でありフィールドがレンタル品を用意していることが多いが、サイズはもとより眼鏡対応か否かは不明のため、事前に問い合わせるか対応したゴーグルをあらかじめ購入しておくことが推奨される。
その他の装備
フィールドにもよるが、ゴーグル必須以外に細かな衣服の規定は無い。しかしゲームの性質上、至近距離で被弾した場合に内出血等の怪我を負う場合もあり、また植物の枝葉などによる切り傷、転倒時の擦り傷軽減なども考慮して、長袖長ズボンや指先まで覆えるグローブ、帽子またはヘルメット、フェイスガード等の防具の着用が推奨される。また一種のコスプレ要素として自衛隊や旧日本軍など現在・過去を含めた実在の軍隊や特殊部隊、漫画やゲームなどに登場する架空の軍事組織などの兵士を模した衣装・装備を身につけるプレイヤーも多い。これらの装備として戦闘服や帽子、ヘルメット、ブーツなどの実物払い下げ品や放出品、レプリカ等が利用される。その他にも弾倉ポーチやダンプポーチなどの収納具が有用である。
形式として、全員で統一した衣装・装備を着用しゲームを行うこともある。詳細は後述のヒストリカルゲームを参照。

## 基本レギュレーションおよびマナー

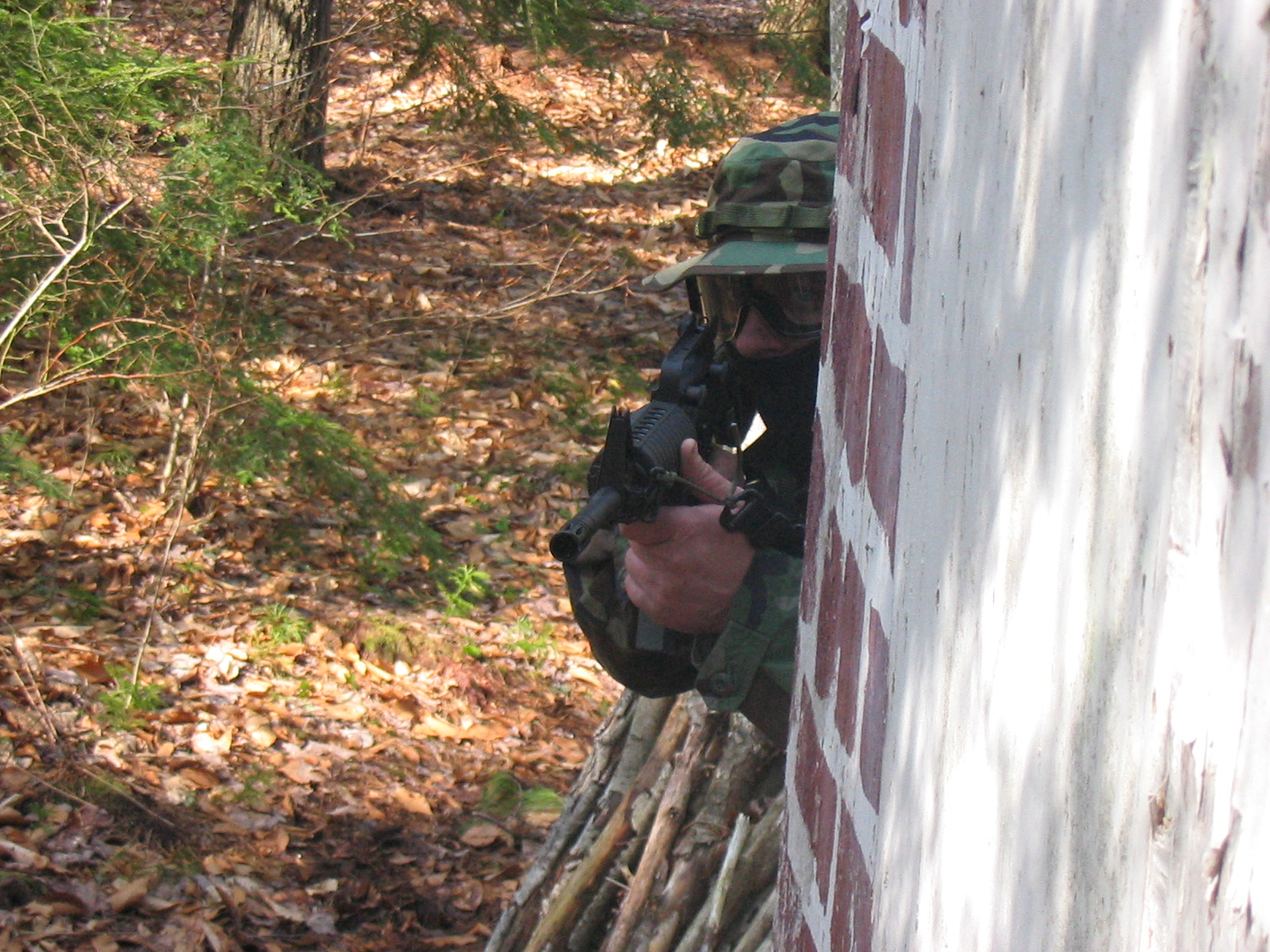
物陰に隠れて敵を狙うプレイヤー

被弾（跳弾や味方による誤射等も含む）によって失格になることは死亡とも呼ばれる。失格となったプレイヤーはフィールドから速やかに退場し、セーフティエリアへ移動しなくてはならない。失格状態のプレイヤーはフィールド内では死亡扱いとなるため、移動する際に味方に情報（敵の潜伏場所など）を伝えたり、装備や余った弾などを譲ることはできない。
ヒットコール
被弾したプレイヤーは直ちに「ヒット」と大声で宣言し、両手を高く挙げるなどして自分が失格になったことを周囲に知らせる。判断は自己申告であり、プレイヤーの良心に任されているが、装備品や体の末端に当たったり、跳弾で勢いの無くなった弾に当たったりすると気付かないこともあるため、意図的でない限り、申告をしないのは「仕方が無いこと」とされ、逆の立場なら許容すべきとされる。公正を期すため、フィールドや大会によっては審判が立会い、判定を行うこともある。
被弾したにもかかわらず、意図的に申告をしないプレイヤーはゾンビの蔑称で呼ばれる。実態については当事者同士にしか判らない場合もあるため、代表者等の第三者による判断を勧めるレギュレーションが広く採用されている。ゾンビ行為はゲーム成立を阻害する最悪のマナー違反とされ、常習的なプレイヤーは参加を拒否される場合もある。
フリーズコール
至近距離で気付かれずに相手の側面や背後を取った状況で「フリーズ（動くな）」と声を掛け、相手にヒット宣言を促すことをフリーズコールという。被弾による痛みを与えないようにするための配慮であるが、フリーズコールを仕掛けられたプレイヤーが反撃に出る場合もあり、トラブルや危険を伴うためフリーズコール自体を非推奨または禁止とし、至近距離からでもBB弾を当てることを要求するレギュレーションもある。フリーズコールが禁止されている場合は、銃や身につけている装備品、衣服の厚い箇所など、当たっても痛みや怪我の危険が少なく、被弾した音で気付き易い場所に当てるのがマナーとされる。
ナイフアタック
怪我を負わせる危険の少ないゴム製の模造ナイフを用い、相手に気付かれずに忍び寄って攻撃することをナイフアタックという。ナイフアタックを受けたプレイヤーは被弾と同様に失格となる。武器による近距離攻撃を全面的に禁止し、素手によるタッチをアタックと認める場合もある。格闘戦形式の攻撃はフリーズコール同様、とっさの反撃で怪我を負う場合や、プレイヤー同士のトラブルの元となり易いため禁止しているフィールドが多い。
オーバーキル
ヒットコールをして失格になった相手に対して射撃を止めず、不必要に弾を当て続けることをオーバーキルという。相手のヒットコールが聞こえず、そのまま撃ち続けたり、フルオートで撃ち合っている場合にはヒットコール後にも被弾することがあるなど、オーバーキルになり得る状況は頻繁に発生するため、悪意の無いものについては許容すべきとされる。オーバーキルはヒットコールが曖昧な場合に発生し易いため、ヒットコールは大声で繰り返し行う、両手を高く挙げるなど、失格になったことを明確に示す必要がある。退場中の失格プレイヤーを面白半分に撃つなどの悪質なオーバーキルについては、トラブル防止のため相手に直接指摘をせず、フィールドの運営に報告することが推奨される。
エアソフトガンの取り扱い
不慮の事故を防ぐため、弾が入っていないエアソフトガンであってもゲーム以外で銃口を不用意に人に向けない、銃口にキャップをはめておく、使用するまで安全装置を掛けておく、ゲーム中以外はセーフティエリアでは弾倉を銃から抜いておく、暴発や誤射、敷地外の周辺施設へBB弾をばら撒くことを防ぐため、決められたシューティングレンジ以外では試射をしない、などが原則とされる。
ゲーム施設への移動
施設への行き帰りに迷彩服を着用すると、周囲の人々に対して威圧感を与えたり、動揺させたりする可能性があるため、施設までは普通の服装で移動し、現地で着替えて参加、帰宅時にまた着替えるのが最良とされている。アメリカ同時多発テロ事件以降、社会情勢の変化に伴い、ファッション性のないBDU迷彩服はテロリストなどに誤認され、通報される可能性がある。
エアソフトガンは精巧な作りのため本物の銃と誤認される可能性もあり、一部の都道府県では迷惑防止条例違反として取り締まりの対象になる。金融機関や商業施設などに持ち込んだ場合は強盗予備として通報される場合があるため、外観で判別できないケースや袋に入れて持ち運ぶ必要がある。
廃棄物
専用施設以外でゲームをする場合、地表に放棄されたBB弾が不法投棄に当たるのではないかとの懸念がある。そこで開発されたのが生分解性プラスチック製のバイオBB弾であり、これらの製品は2 - 3年で分解して土に還ると謳われている。専用施設外でバイオBB弾を使用するのは勿論のこと、ほとんどの有料施設でもバイオBB弾の使用を強制（または推奨）している。規則に違反して非バイオ弾の使用が発覚した場合、撒き散らした弾を一つ残らず回収するペナルティを課す施設もある。

## ゲーム形式
公式レギュレーションが無いため、プレイヤーや状況によって様々な形式のゲームが行われている。一見して敵味方の識別が困難なため、マーカーと呼ばれる色付きの腕章やテープ類を両腕に装着することで識別を行う。
フラッグ戦
2チームに分かれ、互いに陣地を決め、旗を掲げる。その旗の付近からスタートの合図でゲームを開始する。敵の陣地にある旗に触れるか、旗周辺に設置されたブザーを鳴らすことで勝利となる。制限時間内にどちらのチームも条件を満たせない場合は引き分けとなる。
派生としてキャプチャー・ザ・フラッグ（旗を自陣に持ち帰る）やドミネーション（複数の指定場所に自チームの旗を立てる）等が行われている。
殲滅戦
2チームに分かれ、スタート地点を設定しスタートの合図でゲームを開始、敵チームを全員倒せば勝利となる。制限時間内に敵を殲滅できなかった場合には、生き残った人数の多い方が勝ちとする場合と、生き残った人数に関係なく引き分けとする場合がある。
派生としてフィールドの四隅をスタート地点とし、オセロのスタート時のように両翼に敵、対角線上に味方を配置する形式も存在する。
防衛戦
2チームに分かれ、一方を攻撃、もう一方を防衛とし、防衛側のみ自陣に旗を立てる。攻撃側は制限時間内に旗を奪取するか防衛側を殲滅することで勝利となる。防衛側は旗を守り切るか攻撃側を殲滅すれば勝利となる。
派生として制限時間を設けず、何分で攻略ができるかを競うタイムアタック形式も行われている。また、同数のチーム分けでは膠着する場合も考えられるため、人数配分によって防衛側を少数としたり、防衛側はフルオート射撃可、攻撃側はセミオートのみという変則レギュレーションで行われる場合もある。
カウント戦
基本はフラッグ戦と同じだが、被弾した場合、自陣や指定の位置に置かれたカウンターを押すことで復活し、再度ゲームに参加できる。最終的に旗を奪取または復活カウントの少ないチームの勝利となる。
メディック戦
基本は殲滅戦と同じだが、メディック（衛生兵）が被弾した味方にタッチすると復活し、再度ゲームに参加できる（復活方法はゲームによって異なる）。また、被弾した敵を復活させて味方につけることもできる（ゲームによっては味方のみの場合もある）。メディック自身は被弾すると復活できない。
バトルロワイアル
チーム分けせず各個人でフィールド内に散開し、一定時間経過後や何らかの合図でゲームを開始する。自分が生き残れば勝利となる。
エアガス戦・ハンドガン戦
前者はエアコッキングガンまたはガスガンのみ使用可のゲームだが、例外的に電動ハンドガンはセミオート射撃のみであれば参加が認められる場合も多い。後者は拳銃型のエアソフトガンであれば特に縛りはない。通常電動ガンは連射性能で有利さがあるが、装弾数に限りがあるこれらのゲームではその有利さが生かせないため、立ち回りのうまさが重要になる。また前者のエアガス戦ではショットガンのような通常のゲームで使い難い銃の使いどころが出てくるため、エアガス戦特有の醍醐味を味わうことができる。
ヒストリカルゲーム
史実上の戦争や武力衝突を再現して行うため、プレイヤーは当時使われた軍服や装備品を考証し、忠実に再現して身に着けることを要求される。一般のゲームと異なり、戦闘に至るまでのシナリオが予め用意されることも多く、発砲音や硝煙を再現するため火薬を使用する遊戯銃や煙幕花火が併用されたり、被弾した場合は退場せずにそのまま死体役を演じるなど、戦場の雰囲気の再現が重視される。第二次世界大戦やベトナム戦争などの設定でイベントが行われており、ヒストリカル・サバイバルゲームの略称である「ヒスサバ」とも呼ばれる。
エアソフトスポーツ
ヒストリカルゲームとは反対に、サバイバルゲームのスポーツ面に特化した形式で行われる。スポーツウェアに近い服装やカジュアルなカラーリングが施されたエアソフトガン、反動がないことを活かした射撃法（ストックを肩上に置き、銃身を目線近くにするなど）といった特徴がある。代表的な競技として日本の「UAB」や、アメリカのカリフォルニア州から始まった「SpeedQB」などが挙げられる。
その他、リアルカウント（弾倉1個当たり実銃弾数を超えるBB弾を装填してはならない）戦、使用するエアソフトガンを指定するなど、多種多様なゲームが行われている。
ヒストリカルゲームに類似した歴史再現イベントとしてリエナクトメントが行われているが、歴史の中の兵士を演じ、体験することを目的としており、勝敗を競うサバイバルゲームとは異なる。アメリカでは南北戦争の再現が、欧州ではナポレオン戦争の再現等が大規模に行われている。

## チームの結成
同じ嗜好の者同士が集まりチームを組むことが多い。大きいものでは100人を超す規模となる。全国で多数のチームが結成されており、ウェブサイトでチームの紹介やメンバー募集などが行われている。チームに属さずにフィールドや遊戯銃ショップの開催する「定例ゲーム」に個人参加するプレイヤーもいる。

## その他
戦闘訓練
ペイントボールガンと同様にエアソフトガンも軍事訓練に利用される。安全性と射程の両立が難しいため、野戦ではなく市街戦など、至近距離の模擬戦に使用される。陸上自衛隊では「閉所戦闘訓練用教材」として89式5.56mm小銃型の東京マルイ製電動ガンを採用している。この電動ガンは一般向けにも販売されているが、訓練用と一般向けは製品の仕様が一部異なる。
国際的な広がり
サバイバルゲームはアジア諸国に伝播して愛好者を増やし、その後は北米や欧州においてもAirsoft Warという名前でペイントボールとは別の魅力を持つ遊びとして広がっており、YouTubeなどの動画サイトで検索すると海外でのゲームの様子を記録した動画を多数観ることができる。

## 登場作品
- こちら葛飾区亀有公園前派出所
- サバイバル・フィールド
- 青春×機関銃
- さばげぶっ!
- スクールランブル
- 特例措置団体ステラ女学院高等科C3部
- フルメタル・パニック!
- 暗殺教室
- リコリス・リコイル

## 関連作品
- 俺たちのサバゲー PORTABLE…PlayStation Portable用のゲームソフト
- B.B.GUN（ボール・ブレット・ガン）…1995年にアイマックスから発売されたスーパーファミコン用サバイバルゲームソフト。2011年にプロジェクトEGGからWindows用に復刻された。
- SIMPLE2000シリーズ Vol.56 THE サバイバルゲーム…PlayStation 2用ゲームソフト
- SIMPLE2000シリーズ Vol.119 THE サバイバルゲーム2…PlayStation 2用ゲームソフト